# Rot-Weiss Essen 2013-2014
Questa voce raccoglie le informazioni riguardanti il Rot-Weiss Essen nelle competizioni ufficiali della stagione 2013-2014.

## Stagione
Nella stagione 2013-2014 il Rot Weiss Essen, allenato da Waldemar Wrobel e Marc Fascher, concluse il campionato di Regionalliga ovest al 9º posto.

## Rosa
| N. |                       | Ruolo | Calciatore            |
| -- | --------------------- | ----- | --------------------- |
| 2  | Germania (bandiera)   | D     | Tim Hermes            |
| 3  | Germania (bandiera)   | C     | Holger Lemke          |
| 4  | Germania (bandiera)   | D     | Michael Laletin       |
| 5  | Germania (bandiera)   | C     | Benjamin Wingerter    |
| 6  | Portogallo (bandiera) | C     | Kevin Rodrigues-Pires |
| 7  | Germania (bandiera)   | D     | Kevin Grund           |
| 8  | Germania (bandiera)   | A     | Alexander Langlitz    |
| 9  | Germania (bandiera)   | A     | Marcel Platzek        |
| 11 | Germania (bandiera)   | D     | Vincent Wagner        |
| 13 | Germania (bandiera)   | C     | Konstantin Fring      |
| 14 | Germania (bandiera)   | D     | Maik Rodenberg        |
| 15 | Germania (bandiera)   | D     | Jerome Propheter      |
| 16 | Italia (bandiera)     | D     | Roberto Guirino       |
| 17 | Benin (bandiera)      | C     | Cebio Soukou          |

| N. |                     | Ruolo | Calciatore             |
| -- | ------------------- | ----- | ---------------------- |
| 18 | Germania (bandiera) | C     | Markus Heppke          |
| 19 | Germania (bandiera) | A     | Konstantin Sawin       |
| 20 | Croazia (bandiera)  | C     | Damir Ivancicevic      |
| 21 | Germania (bandiera) | A     | Christoph Sauter       |
| 22 | Germania (bandiera) | P     | Philipp Kunz           |
| 23 | Germania (bandiera) | C     | Kai Nakowitsch         |
| 24 | Germania (bandiera) | P     | Daniel Schwabke        |
| 26 | Germania (bandiera) | D     | Thomas Denker          |
| 27 | Germania (bandiera) | D     | Max Dombrowka          |
| 28 | Romania (bandiera)  | A     | Samuel-Marian Limbăşan |
| 30 | Germania (bandiera) | A     | Benedikt Koep          |
| 36 | Germania (bandiera) | C     | Lucas Arenz            |
|    | Germania (bandiera) | P     | Dominik Poremba        |

## Organigramma societario
Area tecnica
- Allenatore: Marc Fascher
- Allenatore in seconda: Robin Krüger
- Preparatore dei portieri: Gregor Pogorzelczyk
- Preparatori atletici:
- Analisi video:

## Calciomercato

### Sessione estiva
| Acquisti | Acquisti            | Acquisti               | Acquisti |
| R.       | Nome                | da                     | Modalità |
| -------- | ------------------- | ---------------------- | -------- |
| C        | Konstantin Fring    | Borussia Dortmund II   |          |
| D        | Tim Hermes          | Wiedenbrück            |          |
| A        | Christian Knappmann | Borussia Dortmund II   |          |
| A        | Alexander Langlitz  | Schalke 04 II          |          |
| A        | Marcel Platzek      | Borussia M'gladbach II |          |
| A        | Christoph Sauter    | Wormatia Worms         |          |
| C        | Benjamin Wingerter  | Sportfreunde Lotte     |          |

| Cessioni | Cessioni         | Cessioni                | Cessioni |
| R.       | Nome             | a                       | Modalità |
| -------- | ---------------- | ----------------------- | -------- |
| D        | Christian Telch  | SVN Zweibrücken         |          |
| C        | Lucas Arenz      | Rot-Weiss Essen II      |          |
| C        | Kerim Avcı       | K. Erciyesspor          |          |
| P        | Hendrik Bonmann  | Borussia Dortmund II    |          |
| A        | Marvin Ellmann   | Wuppertal               |          |
| C        | Yannick Geisler  | Rot-Weiss Essen II      |          |
| C        | Stefan Grummel   | Kray                    |          |
| D        | Sebastian Jansen | Borussia Freialdenhoven |          |
| D        | Jan Klauke       | Sportfreunde Lotte      |          |
| P        | Dennis Lamczyk   | Rot-Weiss Essen II      |          |
| A        | Josue Massoma    | Rot-Weiss Essen II      |          |
| A        | Marcel Schlomm   | SpVg Schonnebeck        |          |
| D        | Michael Wiese    | Lippstadt 08            |          |

### Sessione invernale
| Acquisti | Acquisti         | Acquisti          | Acquisti |
| R.       | Nome             | da                | Modalità |
| -------- | ---------------- | ----------------- | -------- |
| D        | Jerome Propheter | Arminia Bielefeld |          |

| Cessioni | Cessioni | Cessioni | Cessioni |
| R.       | Nome     | a        | Modalità |
| -------- | -------- | -------- | -------- |

## Risultati

### Regionalliga

#### Girone di andata
| Arbitro: | Kinhöfer |

|                    |           |                            |
| Guirino 75’ (rig.) | Marcatori | 42’, 89’ (rig.) Wunderlich |

| Arbitro: | Rott |

|             |           |                                             |
| Knetsch 20’ | Marcatori | 25’ Laletin 71’ Knappmann 85’ (aut.) Njambe |

| Arbitro: | Stegemann |

|                         |           |                            |
| Lemke 70’ Knappmann 84’ | Marcatori | 11’ Dürholtz 46’ Ghaddioui |

| Arbitro: | Börner |

|                                         |           |                                     |
| Taşkin 34’, 68’ Halloran 53’ Karpuz 85’ | Marcatori | 7’ Platzek 21’ Laletin 82’ Langlitz |

| Arbitro: | Steuer |

|                        |           |  |
| Knappmann 3’ Sawin 46’ | Marcatori |  |

| Arbitro: | Thomsen |

|                              |           |  |
| Bauder 10’ (rig.) Jansen 65’ | Marcatori |  |

| Arbitro: | Fischer |

|                                  |           |                          |
| Knappmann 56’ (rig.) Laletin 90’ | Marcatori | 18’ (rig.) Issa 45’ Uzun |

| Arbitro: | Steffens |

|  |           |               |
|  | Marcatori | 90’ Knappmann |

| Arbitro: | Börner |

|                                     |           |                        |
| Rodrigues-Pires 74’ (rig.) Koep 81’ | Marcatori | 11’ Thamm 65’ Canbulut |

| Arbitro: | Brüggemann |

|             |           |             |
| Caillas 55’ | Marcatori | 78’ Platzek |

| Arbitro: | Glasmacher |

|  |           |                                                 |
|  | Marcatori | 10’ Steffen 20’ Andersen 45’ Yılmaz 52’ Pazurek |

| Arbitro: | Heien |

|  |           |             |
|  | Marcatori | 38’ Platzek |

| Arbitro: | Frömel |

|            |           |            |
| Platzek 9’ | Marcatori | 83’ Jevric |

| Arbitro: | Stegemann |

|              |           |            |
| Scepanik 48’ | Marcatori | 8’ Platzek |

| 2 novembre 2013 15ª giornata |  | – turno di riposo |  |  |

| Arbitro: | Bläser |

|                                |           |                |
| Platzek 1’ Rodrigues-Pires 25’ | Marcatori | 87’ Freiberger |

| Arbitro: | Schäfer |

|                    |           |                      |
| Lenz 36’ Mlapa 46’ | Marcatori | 7’, 44’, 66’ Platzek |

| Arbitro: | Altehenger |

|             |           |  |
| Platzek 72’ | Marcatori |  |

| Arbitro: | Siewer |

|                                        |           |                           |
| Hettich 22’ Möllering 51’ Bouadoud 77’ | Marcatori | 42’ Platzek 89’ Dombrowka |

#### Girone di ritorno
| Arbitro: | Fischer |

|                            |           |                                      |
| Wunderlich 15’ (rig.), 53’ | Marcatori | 75’ (rig.) Rodrigues-Pires 90’ Lemke |

| Arbitro: | Maibaum |

|                                     |           |                                         |
| Arenz 3’ Rodrigues-Pires 16’ (rig.) | Marcatori | 29’ (rig.), 59’ Studtrucker 56’ Sumelka |

| Arbitro: | Sauer |

|                        |           |                     |
| Mühling 28’ Brandt 85’ | Marcatori | 59’ Rodrigues-Pires |

| Arbitro: | Steffens |

|                                                              |           |  |
| Platzek 33’ Heppke 37’ Arenz 42’ Nakowitsch 54’ Langlitz 58’ | Marcatori |  |

| Arbitro: | Frömel |

|                                      |           |  |
| Schumacher 9’ García 70’ Stevens 75’ | Marcatori |  |

| Essen 1º marzo 2014, ore 14:00 CET 25ª giornata | Rot-Weiss Essen | 0 – 0 referto | RW Oberhausen | Stadion Essen (10 007 spett.)\| Arbitro: \| Steuer \| |
| Arbitro:                                        | Steuer          |               |               |                                                       |

| Arbitro: | Bläser |

|         |           |               |
| Ammi 3’ | Marcatori | 23’ Propheter |

| Arbitro: | Altgeld |

|                                                      |           |  |
| Dombrowka 12’ Rodrigues-Pires 49’, 61’ Propheter 83’ | Marcatori |  |

| Arbitro: | Schäfer |

|             |           |  |
| Brümmer 24’ | Marcatori |  |

| Arbitro: | Stegemann |

|  |           |                   |
|  | Marcatori | 73’, 84’ Leipertz |

| Arbitro: | Storks |

|                       |           |             |
| Dahmani 10’ Kraus 68’ | Marcatori | 72’ Platzek |

| Arbitro: | Wollenweber |

|                       |           |  |
| Lemke 62’ Platzek 77’ | Marcatori |  |

| Arbitro: | Rott |

|          |           |                                    |
| Maier 3’ | Marcatori | 10’ Rodenberg 49’ Fring 90’ Hermes |

| Arbitro: | Brüggemann |

|                       |           |            |
| Platzek 67’ Fring 81’ | Marcatori | 45’ Binder |

| 26 aprile 2014 34ª giornata |  | – turno di riposo |  |  |

| Arbitro: | Rott |

|            |           |             |
| Thomas 33’ | Marcatori | 46’ Platzek |

| Arbitro: | Kurtes |

|  |           |            |
|  | Marcatori | 88’ Ritter |

| Arbitro: | Heinrichs |

|  |           |           |
|  | Marcatori | 49’ Arenz |

| Arbitro: | Visse |

|               |           |  |
| Propheter 81’ | Marcatori |  |

## Statistiche

### Statistiche di squadra
| Competizione       | Punti | In casa | In casa | In casa | In casa | In casa | In casa | In trasferta | In trasferta | In trasferta | In trasferta | In trasferta | In trasferta | Totale | Totale | Totale | Totale | Totale | Totale | DR |
| Competizione       | Punti | G       | V       | N       | P       | Gf      | Gs      | G            | V            | N            | P            | Gf           | Gs           | G      | V      | N      | P      | Gf     | Gs     | DR |
| ------------------ | ----- | ------- | ------- | ------- | ------- | ------- | ------- | ------------ | ------------ | ------------ | ------------ | ------------ | ------------ | ------ | ------ | ------ | ------ | ------ | ------ | -- |
| Regionalliga ovest | 52    | 18      | 8       | 5       | 5       | 29      | 21      | 18           | 6            | 5            | 7            | 25           | 27           | 36     | 14     | 10     | 12     | 54     | 48     | +6 |
| Totale             | 52    | 18      | 8       | 5       | 5       | 29      | 21      | 18           | 6            | 5            | 7            | 25           | 27           | 36     | 14     | 10     | 12     | 54     | 48     | +6 |

### Andamento in campionato
| Giornata  | 1  | 2 | 3 | 4  | 5 | 6  | 7  | 8 | 9  | 10 | 11 | 12 | 13 | 14 | 15 | 16 | 17 | 18 | 19 | 20 | 21 | 22 | 23 | 24 | 25 | 26 | 27 | 28 | 29 | 30 | 31 | 32 | 33 | 34 | 35 | 36 | 37 | 38 |
| --------- | -- | - | - | -- | - | -- | -- | - | -- | -- | -- | -- | -- | -- | -- | -- | -- | -- | -- | -- | -- | -- | -- | -- | -- | -- | -- | -- | -- | -- | -- | -- | -- | -- | -- | -- | -- | -- |
| Luogo     | C  | T | C | T  | C | T  | C  | T | C  | T  | C  | T  | C  | T  |    | C  | T  | C  | T  | T  | C  | T  | C  | T  | C  | T  | C  | T  | C  | T  | C  | T  | C  |    | T  | C  | T  | C  |
| Risultato | P  | V | N | P  | V | P  | N  | V | N  | N  | P  | V  | N  | N  |    | V  | V  | V  | P  | N  | P  | P  | V  | P  | N  | N  | V  | P  | P  | P  | V  | V  | V  |    | N  | P  | V  | V  |
| Posizione | 12 | 8 | 9 | 13 | 8 | 11 | 12 | 9 | 10 | 10 | 11 | 10 | 10 | 11 | 11 | 10 | 10 | 9  | 9  | 9  | 10 | 10 | 9  | 10 | 11 | 10 | 10 | 12 | 12 | 12 | 12 | 11 | 8  | 10 | 10 | 11 | 10 | 9  |

Legenda:

Luogo: C = Casa; T = Trasferta. Risultato: V = Vittoria; N = Pareggio; P = Sconfitta.

### Statistiche dei giocatori
| L. Arenz           | 19 | 3  | 2 | 0 |
| T. Denker          | 1  | 0  | 0 | 0 |
| M. Dombrowka       | 30 | 2  | 5 | 0 |
| K. Fring           | 19 | 2  | 5 | 0 |
| K. Grund           | 28 | 0  | 5 | 0 |
| R. Guirino         | 16 | 1  | 6 | 1 |
| M. Heppke          | 26 | 1  | 4 | 0 |
| T. Hermes          | 18 | 1  | 4 | 0 |
| D. Ivancicevic     | 6  | 0  | 0 | 0 |
| C. Knappmann       | 15 | 5  | 0 | 0 |
| B. Koep            | 29 | 1  | 2 | 1 |
| P. Kunz            | 13 | 0  | 0 | 0 |
| M. Laletin         | 17 | 3  | 3 | 0 |
| A. Langlitz        | 27 | 2  | 6 | 1 |
| H. Lemke           | 26 | 3  | 0 | 0 |
| S. Limbăşan        | 11 | 0  | 0 | 0 |
| K. Nakowitsch      | 16 | 1  | 4 | 0 |
| M. Platzek         | 34 | 16 | 7 | 0 |
| D. Poremba         | 0  | 0  | 0 | 0 |
| J. Propheter       | 16 | 3  | 3 | 0 |
| M. Rodenberg       | 15 | 1  | 1 | 0 |
| K. Rodrigues-Pires | 28 | 7  | 7 | 0 |
| C. Sauter          | 10 | 0  | 0 | 0 |
| K. Sawin           | 8  | 1  | 0 | 0 |
| D. Schwabke        | 24 | 0  | 1 | 0 |
| C. Soukou          | 0  | 0  | 0 | 0 |
| V. Wagner          | 16 | 0  | 4 | 1 |
| B. Wingerter       | 28 | 0  | 8 | 1 |